# Nico Mantl
Nico Mantl (* 6. Februar 2000 in München) ist ein deutscher Fußballtorwart. Er steht beim FC Arouca unter Vertrag und war deutscher Nachwuchsnationalspieler.

## Karriere

### Verein
Der gebürtige Münchner begann mit dem Fußballspielen beim FC Deisenhofen aus dem gleichnamigen Oberhachinger Ortsteil und wechselte als 11-Jähriger zum Nachbarn SpVgg Unterhaching. Dort stand er nach seiner Ausbildung in der Drittligasaison 2017/18 erstmals fest im Profikader und kam zu seinem ersten Einsatz im Herrenbereich, als er am 5. Mai 2018, dem 37. Spieltag, bei der 1:2-Auswärtsniederlage gegen den FC Carl Zeiss Jena in der Startformation stand. In die Saison 2019/20 ging Mantl nach dem Wechsel des bisherigen Stammkeepers Lukas Königshofer als erster Torhüter. In der Saison 2019/20 kam Mantl zu 35 Drittligaeinsätzen.
Nach insgesamt 57 Spielen für Unterhaching in der dritthöchsten deutschen Spielklasse wechselte er im Januar 2021 zum österreichischen Bundesligisten FC Red Bull Salzburg, bei dem er einen bis Juli 2025 laufenden Vertrag erhielt. In Salzburg konnte er sich aber nicht durchsetzen. In seinen ersten zwei Jahren beim Klub war er stets Ersatztormann, zunächst hinter Cican Stankovic, nach dessen Abgang im Sommer 2021 dann hinter Philipp Köhn. Insgesamt spielte er fünfmal in der Bundesliga für Red Bull. Im Januar 2023 wechselt Mantl leihweise nach Dänemark zum Aalborg BK. In Aalborg war zunächst nur zweiter Tormann hinter Theo Sander, ehe er den 18-Jährigen im Abstiegsplayoff dann ablöste. Bis Saisonende kam er achtmal in der Superliga zum Einsatz, aus der er mit dem Verein aber abstieg.
Zur Saison 2023/24 kehrte er wieder nach Salzburg zurück. Dort konnte er sich aber auch gegen Neuzugang Alexander Schlager nicht durchsetzen und absolvierte bis zur Winterpause nur ein Spiel. Im Januar 2024 wurde er dann ein zweites Mal nach Dänemark verliehen, diesmal an die Viborg FF. Während der Leihe kam er zu 15 Einsätzen im dänischen Oberhaus. Zur Saison 2024/25 kehrte er nicht mehr nach Salzburg zurück, sondern wechselte nach Portugal zum FC Arouca.

### Nationalmannschaft
Im Oktober 2019 wurde Mantl als zweiter Torhüter hinter Christian Früchtl von Bundestrainer Manuel Baum für die deutsche U20 und somit erstmals für ein Nachwuchsteam des DFB nominiert. Beim 1:0 gegen die Schweiz, dem zweiten Testspielgegner, stand er in der Startelf. Im September 2021 kam er bei einem 6:0-Sieg gegen San Marino erstmals für die U-21-Auswahl zum Einsatz.

## Erfolge
- Österreichischer Meister: 2021, 2022
- Österreichischer Cupsieger: 2021, 2022